# Михаил Михеев
Михаил Петрович Михеев е руски поет и писател, автор на научнофантастични, приключенски и криминални произведения. В България е преведен приключенският му роман „Тайната на бялото петно“.